# Ellebjerg
Ellebjerg (dansk) eller Ellenberg (tysk) er en bydel i Kappel beliggende øst for Slien på halvøen Svansø umiddelbart overfor Kappel midtby. Ellebjerg er begrænset mod syd af forbundsvej 203 og mod nord af Ellebjerg Skov. I nærheden ligger Løjtmark, Lilmark og Espenæs.
Bydelen blev første gang nævnt i 1450. Navnet henviser sandsynligvis til elmetræer. Men navnet kan også være afledt af elletræer, som voksede i form af rødel-træer ved Ellebjerg klint  (sml. oldnordisk elri).
I den danske periode før 1864 var byen en del af Karby Sogn (Svans Sogn) i Risbyherred. Senere blev Ellebjerg en del af Kobberby Kommune. I 1974 blev Ellebjerg sammen med de andre øst for Slien beliggende byer Kobberby og Olpenæs indlemmet i Kappel kommune. Op til 1900-tallet var landsbyen præget af fiskerne. I 1864 blev fiskerbyen nævnt med skole, vindmølle, færgehus og kro. Men med tilflytningen af østtyske fordrevne efter anden verdenskrig skød indbyggertallet i vejret og der blev der skabt et stort nyt boligområde bestående af flere etageboliger og parcelhuse, som op til i dag præger bydelens profil.
Med opførselsen af en drejebro mellem Kappel og Svans-halvøen i 1927 mistede Elleberg sin færgforbindelse til Kappel. Færgen til Kappel blev allerede nævnt i 1450. I 2002 blev drejebroen udskiftet med en ny klapbro (→ Slibroen).